# Medialismo
Il Medialismo è un movimento artistico teorizzato dal critico d’arte Gabriele Perretta a partire dalla seconda metà degli anni '80 formato da tre componenti espressive, la pittura mediale, il medialismo analitico e le ditte come imprese mediali. Con una mostra dall'omonimo titolo si inaugurò a ottobre 1993 l’appena nato Flash Art Museum di Trevi (PG) dove vennerò esposti 35 artisti provenienti da tutto il mondo.